# Гартлпул (боро)

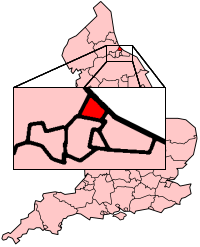
Унітарна одиниця на мапі Англії

54°41′11″ пн. ш. 1°12′39″ зх. д. / 54.68639° пн. ш. 1.21083° зх. д.
Га́ртлпул (англ. Hartlepool) — унітарна одиниця Англії на сході церемоніального графства Дарем. Головне та найбільше місто унітарної одиниці — Гартлпул.

## Історія
Утворена 1 квітня 1996 року шляхом перетворення в унітарну одиницю та переходу в церемоніальне графство Дарем району Гартлпул колишнього неметропольного графства Клівленд.

## Географія
Займає територію 94 км², омивається зі сходу Північним морем, на півдні межує з унітарною одиницею Стоктон-он-Тіс, на заході з унітарною одиницею Дарем.

## Спорт
У місті Гартлпул базується професійний футбольний клуб «Гартлпул Юнайтед», який у сезоні 2012-13 виступає у Першій футбольній лізі. «Гартлпул Юнайтед» приймає суперників на стадіоні «Вікторія-Парк» (7 856 глядачів).